# Station Kruszyna
Station Kruszyna is een spoorwegstation in de Poolse plaats Kruszyna.